# Dávid Szabó
Dávid Szabó (Kazincbarcika, 13 gennaio 1990) è un pallavolista ungherese.
Gioca nel ruolo di opposto.

## Carriera
Inizia la sua carriera ad alti livelli a 15 anni, quando con la squadra della sua città esordisce nella Serie A ungherese; al suo primo anno vince campionato e Coppa nazionale. Restò in patria fino al 2007, entrando nel frattempo nell'orbita della Sisley Volley, che successivamente lo porta in Italia per girarlo in prestito ad altre formazioni.
La sua prima esperienza italiana è nel Top Team Volley Mantova, con il quale disputa il campionato di Serie A2. L'anno successivo esordisce in Serie A1 con il BluVolley Verona, mentre nel 2009-2010 gioca nella massima serie della Slovenia.
La società oro-granata, intanto, incorre nelle sue prime difficoltà economiche e, causa la cessione di alcuni giocatori storici, David ha la possibilità di indossare finalmente la maglia di Treviso; con essa vince il suo primo trofeo continentale: la Coppa CEV. Si trasferisce in Austria nel Volleyball Team Tirol.
Il 2 settembre 2013 si aggrega al gruppo della Trentino Volley, con la quale affronta una settimana di prova in vista di un possibile tesseramento; la firma sul contratto avviene il 14 settembre, che lo inserisce in rosa con il ruolo di riserva di Cvetan Sokolov.
Alla prima partita stagionale vince il suo primo trofeo italiano, la Supercoppa italiana. Nel febbraio del 2014 subisce un infortunio al tendine d'Achille, terminando anticipatamente la sua stagione agonistica.

## Palmarès

### Club
- Campionato ungherese: 3

2005-06,  2017-18,  2018-19
- Coppa d'Ungheria: 2

2005-06, 2017-18
- Supercoppa italiana: 1

2013
- Coppa CEV: 1

2010-11